# Grotte des Moscerini
 (juillet 2020).
La grotte des Moscerini, nommée Grotta dei Moscerini en italien (Moscerini signifiant moucherons), est un site préhistorique situé sur la commune de Gaète, dans la province de Latina, au centre de l'Italie et le long de la côte Tyrrhénienne. Le site a été découvert entre 1936 et 1938, lors d’un programme de prospection de l’Institut italien de Paléontologie humaine dirigé par A.C. Blanc et A. Segre. Le site a livré des industries lithiques moustériennes (Paléolithique moyen), qui témoignent de l'occupation de la grotte par des Néandertaliens.

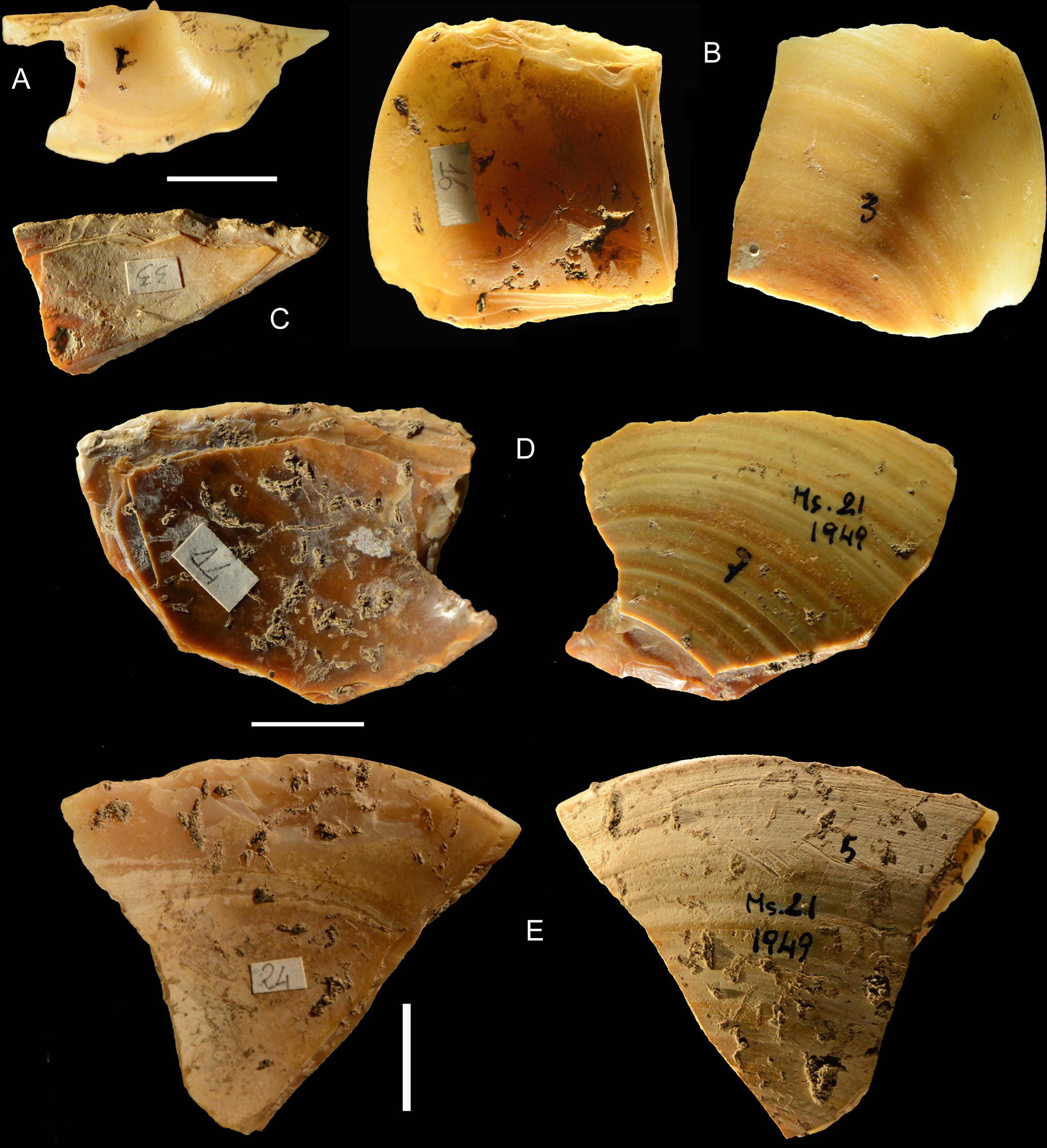
Outils et tranchants moustériens du site de la Grotte des Moscerini taillés dans des coquillages bivalves (Callista chione).

## Historique
Découverte entre 1936 et 1938, la grotte est fouillée en août 1949 sous la direction de A. C. Blanc.
En 1970, la construction d’une autoroute longeant la côte (la Via Flacca (it)) a provoqué un effondrement de rochers qui ont obstrué l’entrée de la grotte. Le site est désormais inaccessible.

## Conservation
La majeure partie des collections lithiques provenant des fouilles de 1949 est conservée à l’Institut italien de Paléontologie humaine de Anagni. Une autre partie est conservée et exposée au Musée national de préhistoire et d'ethnographie Luigi Pigorini à Rome.